# Ryszard Chruściak
Ryszard Janusz Chruściak (ur. 29 lipca 1952) – polski naukowiec, urzędnik, politolog-konstytucjonalista, doktor habilitowany nauk humanistycznych, nauczyciel akademicki.

## Życiorys
Absolwent Instytutu Nauk Politycznych Uniwersytetu Warszawskiego (1976), gdzie po ukończeniu studiów został zatrudniony. Doktor nauk politycznych (1982). Stopień doktora habilitowanego nauk humanistycznych uzyskał na Uniwersytecie Warszawskim na podstawie pracy Krajowa Rada Radiofonii i Telewizji w systemie politycznym i konstytucyjnym (2009).
Na Uniwersytecie Warszawskim od 2012 profesor nadzwyczajny. Kierownik Zakładu Systemów Politycznych Instytutu Nauk Politycznych UW. Od połowy lat 90. do 2011 współpracował z Akademią Humanistyczną w Pułtusku (wcześniej WSH) oraz Wyższą Szkołą Zarządzania i Prawa w Warszawie. Od 2017 na emeryturze.
Równolegle do działalności naukowej rozwijał karierę urzędniczą na stanowiskach eksperckich. W latach 1990–2001 współpracował z Kancelarią Sejmu, sporządzając dokumentację parlamentarną, w szczególności zawierającą przebieg prac nad Konstytucją RP z 1997. Ekspert Komisji Konstytucyjnej Zgromadzenia Narodowego. W 2002 przeszedł do Kancelarii Prezesa Rady Ministrów na stanowisko radcy. Kierował Sekretariatem Rady Legislacyjnej przy Prezesie Rady Ministrów oraz pracował w departamencie zajmującym się sprawami parlamentarnymi, koncentrując się na monitorowaniu procesu ustawodawczego, w szczególności nad rządowymi projektami ustaw.
Członek Polskiego Towarzystwa Prawa Konstytucyjnego oraz Polskiego Towarzystwa Legislacji. Zainteresowania badawcze obejmowały: system polityczny Rzeczypospolitej Polskiej; prace i projekty konstytucyjne; parlamentaryzm; systemy wyborczy; instytucje ochrony prawnej. Wypromował jednego doktora.
W 1997, w uznaniu wkładu w powstanie Konstytucji RP, został odznaczony przez prezydenta Aleksandra Kwaśniewskiego Złotym Krzyżem Zasługi.

## Wybrane publikacje
- Ryszard Chruściak (red.), Konstytucja Rumuńskiej Republiki Ludowej, Warszawa: UW, 1980.
- Ryszard Chruściak, Ustrój polityczny Mongolskiej Republiki Ludowej, Warszawa: Wydawnictwa Uniwersytetu Warszawskiego, 1990.
- Ryszard Chruściak, Teresa Koperska (oprac.), Konstytucja Szwecji: akty konstytucyjne: Akt o formie rządu, Akt o Riksdagu, Akt o Sukcesji, Akt o Wolności Druku, Warszawa: Wydawnictwo Sejmowe, 1991.
- Ryszard Chruściak (et al.), Państwa świata: praca zbiorowa, Warszawa: Wydawnictwa Szkolne i Pedagogiczne, 1992.
- Ryszard Chruściak (red.), Bułgaria: (Konstytucja Republiki Bułgarii uchwalona 12 lipca 1991 r.), Warszawa: Elipsa, 1993.
- Ryszard Chruściak, Przygotowanie i uchwalenie konstytucji RP: wybór przepisów prawnych, Warszawa: Wydawnictwo Sejmowe, 1994.
- Ryszard Chruściak (oprac.), Projekty konstytucji Rzeczypospolitej Polskiej 1993,Warszawa: Wydawnictwo Sejmowe, 1993.
- Ryszard Chruściak, Tadeusz Mołdawa, Konstanty A. Wojtaszczyk, Eugeniusz Zieliński, Polski system polityczny w okresie transformacji, Warszawa: Elipsa, 1995.
- Ryszard Chruściak, Projekty Konstytucji, 1993–1997. Cz. 1 i cz. 2, Warszawa: Wydawnictwo Sejmowe, 1997.
- Ryszard Chruściak, Stanisław Gebethner (red.), Demokratyczne modele ustrojowe w rozwiązaniach konstytucyjnych: (materiały XXXVI Ogólnopolskiej Sesji Katedr Prawa Konstytucyjnego), Warszawa: Elipsa, 1997.
- Ryszard Chruściak, Przygotowanie Konstytucji Rzeczypospolitej Polskiej z dnia 2 kwietnia 1997 r.: przebieg prac parlamentarnych, Warszawa: Elipsa, 1997.
- Ryszard Chruściak, System wyborczy i wybory w Polsce 1989–1998: parlamentarne spory i dyskusje, Warszawa: Elipsa, 1999.
- Ryszard Chruściak, Wiktor Osiatyński, Tworzenie konstytucji w Polsce w latach 1989–1997, Warszawa: Instytut Spraw Publicznych, 2001.
- Ryszard Chruściak, Sejm i Senat w Konstytucji RP z 1997 r.: powstawanie przepisów, Warszawa: Wydawnictwo Sejmowe, 2002.
- Ryszard Chruściak, Spór o Senat w pracach nad Konstytucją RP z 1997 r., Warszawa: Kancelaria Senatu, 2003.
- Ryszard Chruściak, Procedury przystąpienia Polski do Unii Europejskiej w pracach nad Konstytucją, „Państwo i Prawo” 2003 z. 5.
- Ryszard Chruściak, Konstytucjonalizacja wolności mediów, wolności wypowiedzi oraz Krajowej Rady Radiofonii i Telewizji: kształtowanie przepisów konstytucyjnych i ustawowych, Warszawa: Wydział Dziennikarstwa i Nauk Politycznych UW, 2004.
- Ryszard Chruściak, Konstytucyjno-ustrojowe i prawne aspekty przystąpienia Polski do Unii Europejskiej. Dokumenty i materiały (2003–2005), Warszawa 2005.
- Ryszard Chruściak, Krajowa Rada Radiofonii i Telewizji w systemie politycznym i konstytucyjnym, Warszawa 2007.
- Ryszard Chruściak, Mała konstytucja z 1992 r., „Przegląd Sejmowy” 2007 nr 5.
- Ryszard Chruściak, Dwuizbowość parlamentu, (w:) Parlament. Model konstytucyjny a praktyka ustrojowa, Z. Jarosz (red.), Warszawa 2006.
- Ryszard Chruściak, Sprawozdanie Krajowej Rady Radiofonii i Telewizji jako forma odpowiedzialności politycznej, „Przegląd Sejmowy” 2008 nr 1.
- Ryszard Chruściak, Prace konstytucyjne w latach 1997–2007, Warszawa 2009.
- Ryszard Chruściak, Zmiany w trybie przygotowywania rządowych projektów ustaw, „Przegląd Legislacyjny” 2009 nr ¾.
- Ryszard Chruściak, Ratyfikacja Traktatu z Lizbony. Spory polityczne i prawne, Warszawa 2010.
- Ryszard Chruściak, Prace parlamentarne nad zmianą Konstytucji RP z dnia 7 maja 2009 r., „Przegląd Sejmowy” 2010 nr 1.
- Ryszard Chruściak, Polska w Unii Europejskiej: podstawowe regulacje prawne, Dom Wydawniczy ELIPSA, Warszawa 2011.
- Ryszard Chruściak, Współpraca legislatywy z egzekutywą w sprawach europejskich: projekty, prace parlamentarne i problemy konstytucyjne (2004–2011), Dom Wydawniczy ELIPSA, Warszawa 2011.
- Ryszard Chruściak, Prace konstytucyjne w latach 2008–2011, Wydawnictwo Sejmowe, Warszawa 2013.